# Predsednik
Predsednik (etimološko iz latinskih korenov prae- »pred« + sedere »sedeti«; torej »tisti, ki sedi na čelu pred vsemi«) je navadno izvoljeni najvišji funkcionar kake države, ustanove ali organizacije. 
Po navadi se izraz uporablja za naslednje politične položaje:
- predsednik države
- predsednik vlade
- predsednik parlamenta